# Эстрада, Хуан Франсиско
Хуан Франсиско Эстрада Ромеро (англ. Juan Francisco Estrada Romero), род. 14 апреля 1990, Пуэрто-Пеньяско, Сонора, Мексика) — мексиканский боксёр-профессионал, выступающий в первой наилегчайшей (48,9 кг), наилегчайшей (50,8 кг), второй наилегчайшей (52,1 кг), легчайшей (53.5 кг) весовых категориях.
Среди профессионалов бывший чемпион мира по версии WBC (2019—2024) во 2-м наилегчайшем весе, и бывший чемпион мира по версиям WBA Super (2013—2016) и WBO (2013—2016) в наилегчайшем весе.
Лучшая позиция по рейтингу BoxRec — 1-я (август 2014) и является 1-м среди мексиканских боксёров легчайшей весовой категории, а по рейтингам основных международных боксёрских организаций занимает: 2-ю строчку рейтинга WBC, 3-ю строчку рейтинга WBO — входя в ТОП-5 лучших боксёров легчайшей весовой категории.
По версии BoxRec на 1 августа 2020 года занимал 1 место (126.2 баллов) среди боксеров второго наилегчайшего веса (до 52,2 кг или 115 фунтов) и 47 место среди боксеров вне весовой категории.

## Любительская карьера
Боксом начал заниматься в 9 лет. 94 победы, среди которых 50 нокаутом и 4 поражения.

## Профессиональная карьера

### 2008 год
Хуан дебютировал в боксе 30 августа в городе Эрмосильо, штат Сонора (Мексика), первый бой провел в легчайшем весе (до 53.5 кг или 118 фунтов), выиграл единогласным решением судей Серхио Чавеса (1-4-2). 14 ноября в городе Масатлан, штат Синалоа (Мексика) бой проходил во втором наилегчайшем весе (до 52.2 кг или 115 фунтов), Хуан выиграл у Даниэля Контрераса мл. (1-4-1) нокаутом в 1 раунде. 13 декабря в городе Сан-Луис-Рио-Колорадо, штат Сонора (Мексика) выиграл отказом от продолжения боя во втором раунде у Висенте Марокина (1-15-1).

### 2009 год
В 2009 году провел 9 боев и все выиграл нокаутом, хотя все соперники были слабыми бойцами. 31 января в городе Ногалес (Сонора,Мексика) выиграл нокаутом в 4 раунде у Григория Кортеса (3-1-0), бой проходил в легчайшем весе (до 53.5 или 118 фунтов). 6 марта в городе Навохоа (Сонора,Мексика) выиграл нокаутом в 1 раунде у дебютанта Роберта Эрнандеса, бой проходил во втором наилегчайшем весе (до 52.2 кг или 115 фунтов). 29 марта в родном городе Пуэрто-Пеньяско(Сонора,Мексика) выиграл нокаутом в 6 раунде у Хорхе Рамиреса (4-3-3), бой проходил в наилегчайшем весе (до 50.8 кг или 112 фунтов). 11 марта также в родном городе выиграл нокаутом во 2 раунде у Карлоса Лопеса (3-5-1), бой проходил в легчайшем весе. 23 мая в Уатабампо(Сонора,Мексика) выиграл нокаутом в 5 раунде у Эдуардо Гутьерраса (2-51-0), бой проходил во втором наилегчайшем весе. 31 июля в городе Гуаймас(Сонора,Мексика) выиграл нокаутом во втором раунде у Хавьера Мераза (6-2-1). 4 сентября в городе Лос-Мочис(Синалоа,Мексика) выиграл нокаутом в третьем раунде у Фелипе Акосту (5-17-1), бой проходил в легчайшем весе. 16 октября в городе Гуаймас (Сонора, Мексика) выиграл нокаутом в 5 раунде у Карлоса Джакобо (4-1-0). 12 декабря также в городе Гуаймас(Сонора, Мексика) выиграл нокаутом в 1 раунде у Марино Монтиэля (31-16-2), бой проходил во втором наилегчайшем весе. В течение года Хуан дрался в трёх разных весовых категориях, для того чтобы найти свой вес, где он будет чувствовать себя лучше.

### 2010 год
В 2010 году провел 5 боев и все выиграл, а также выиграл первый титул в своей карьере. 20 февраля в родном городе Пуэрто-Пеньяско выиграл нокаутом в 3 раунде у Хосе Томайо (1-7-0), бой проходил в лимите легчайшего веса. 14 мая в городе Гуасаве (Синалоа,Мексика) выиграл единогласным решением судей (98—92, 100—90, 98—92) у Франсиско Сото (13-23-3), бой проходил во втором наилегчайшем весе. 7 августа в городе Эрмосильо (Сонора,Мексика) выиграл нокаутом во втором раунде Карлоса Родригеса (12-8-4), бой проходил в легчайшем весе. 2 октября в своем родном городе Пуэрто-Пеньяско выиграл региональный вакантный титул WBC Mundo Hispano во втором наилегчайшем весе, выиграв нокаутом во 2 раунде у Мануэля Алмендариза (2-5-1). 11 декабря в городе Торреон (Коауила,Мексика) в андекарде титульного боя за пояс IBF во втором наилегчайшем весе (до 52.2 кг или 115 фунтов) между чемпионом Хуаном Альбертом Росасом и Кристианом Михаресом выиграл единогласным решением судей (56—59, 54—60, 55—59) у Хосе Гваделупе Мартинеса (14-4-1), бой прошел в наилегчайшем весе. Как и в 2009 году, Хуан выступал в трех разных весовых дивизионах.

### 2011 год
В 2011 году Хуан провел 7 боев из которых 6 выиграл и впервые в карьере проиграл. 18 февраля в городе Навохоа (Сонора, Мексика) выиграл нокаутом во 2 раунде Хорхе Карденаса (16-12-3), бой прошел во втором наилегчайшем весе. 14 мая в городе Лос-Мочис (Синалоа , Мексика) Хуан проиграл впервые в карьере единогласным решением судей будущему чемпиону мира по версии IBF во втором наилегчайшем весе Хуану Карлосу Санчесу мл. (11-1-1), бой проходил в лимите наилегчайшего веса. 2 июля в городе Эрмосильо (Сонора,Мексика) в андекарде боя за титул WBA в наилегчайшем весе между чемпионом Эрнаном Маркесом и филиппинцем Эдрином Допудонгом, Хуан выиграл нокаутом в третьем раунде Мануэля Давида Луго (4-3-0), бой проходил в лимите второго наилегчайшего веса.16 сентября в городе Тустла-Гутьеррес (Чьяпас,Мексика) выиграл единогласным решением судей (60—54, 60—54, 60—54) Ивана Диаза (7-1-1), бой прошел в лимите наилегчайшего веса, следующие три боя до конца года он проведет в городе Тустла-Гутьеррес. 5 ноября выиграл нокаутом во втором раунде Хосе Альфредо Тирадо (27-11-0), бой проходил во втором наилегчайшем весе. 8 декабря выиграл единогласным решением судей Луиса Майа (10-4-0), бой проходил во втором наилегчайшем весе. И буквально через 9 дней,17 декабря Хуан в реванше выиграл нокаутом в 10 раунде своего обидчика Хуана Карлоса Санчеса мл.(14-1-1) взяв убедительный реванш, бой проходил в лимите второго наилегчайшего веса. В 2011 году Хуан выступал в двух разных весовых категориях.

### 2012 год
В 2012 году провел 4 боя, три из них выиграл и один проиграл(второе поражение в карьере). 14 апреля впервые в своей карьере выступал в столице Мексики, Мехико где выиграл единогласным решением судей (78—74, 78—74, 78—74) Джонатана Лекона Рамоса (10-10-2), бой прошел во втором наилегчайшем весе. 23 июня в городе Эрмосильо (Солона, Мексика) выиграл нокаутом во 2 раунде бывшего претендента на титул WBO в наилегчайшем весе (проиграл нокаутом Хулио Сезару Миранде) филиппинца Ардина Диали (18-6-3), бой проходил в лимите наилегчайшего веса. 24 августа в родном городе Пуэрто-Пеньяско выиграл нокаутом в 9 раунде Германа Мираза (38-23-1), бой прошел в наилегчайшей весовой категории. 17 ноября в Лос-Анджелесе (Калифорния, США) в андекарде объединительного боя за титулы WBA и WBO в наилегчайшей весовой категории (до 50.8 кг или 112 фунтов) между чемпионами Брайаном Вилория и Эрнаном Маркесом , Хуан дрался с непобежденным никарагуанским чемпионом Романом Гонсалесом (33-0-0) за титул WBA в первом наилегчайшем весе (до 49 кг или 108 фунтов), Хуан проиграл по очкам единогласным решением судей (118—110, 116—112, 116—112) Хуан стал первым из немногих, кто проиграл Роману не нокаутом. И вторым боксёром в карьере Гонсалеса, который дал близкий и конкурентный бой чемпиону, и больше в эту весовую категорию Хуан не спускался и продолжил карьеру в наилегчайшем лимите.

### 2013 год
2013 году поднялся в наилегчайший вес (до 50.8 кг или 112 фунтов) и провел два боя против сильнейших боксеров этого дивизиона и оба выиграл. 6 апреля в Макао состоялся бой между чемпионам WBA и WBO Брайаном Вилория (32-3-0) и Хуаном Франсиско Эстрада (26-2-0), бой был близким но Хуан выиграл раздельным решением судей (115—113 за Вилория и 111—117, 111—116 за Эстраду) и Хуан со второй попытки стал новым чемпионом мира по двум престижным боксерским версиям. Через два месяца Хуан должен был провести обязательную защиту титула по версии WBO если он откажется его могут лишить титула. 27 июля в Макао Хуан провел первую защиту своих титулов против обязательного претендента непобежденного филиппинца Милана Мелиндо (29-0-0) (будущий чемпион IBF и IBO в первом наилегчайшем весе) Хуан выиграл единогласным решением судей (118—109, 118—109, 117—109) перебив полностью Мелиндо, громко заявив о себе боксерскому миру убрав сразу двух сильнейших боксеров своего дивизиона.

### 2014 год
26 апреля Хуан провел вторую защиту титула в своем родном городе Пуэрто-Пеньяско досрочно справившись с филиппинским претендентом Ричи Мепранумом (27-3-1). Методично набивая сопернику увечья, Эстрада вынудил того отказаться от продолжения боя после девятого раунда. 6 сентября в городе Мехико (Мексика) обладатель титулов чемпиона мира по версии WBO и «суперчемпиона» мира по версии WBA в наилегчайшем весе (до 50,8 кг или 112 фунтов) мексиканец Хуан Франсиско Эстрада (27-2, 20 КО) сохранил лидирующие позиции в дивизионе, убедительно выиграв у популярного соотечественника и экс-чемпиона мира в более лёгкой категории Джовани Сегуры (32-3, 28 КО). Как и следовало ожидать, противостояние выдалось насыщенным и зрелищным. Сегура сразу устремился на чемпиона, однако Эстрада не только не спасовал, но и перехватил инициативу, заставляя Джовани промахиваться и отвечая результативными комбинациями. Хуан Франсиско контролировал происходящее в ринге, поражая традиционно размашистого агрессора Сегуру своевременными одиночными выпадами и жёсткими сериями. Понимая, что проигрывает чуть ли не в одну калитку, Джовани решился на штурм в середине боя и даже добился некоторого успеха, досаждая чемпиону ударами по нижнему этажу. Однако в целом для Эстрады не составило большого труда переждать ненастье и вернуть противостояние в удобное для себя русло. Сегура, нельзя не отдать ему должное, до последнего гнул свою линию, даже несмотря на обильные гематомы, существенно сокращавшие ему обзор. Но в 11-м раунде терпение рефери лопнуло, и он прекратил ставший односторонним поединок. 6 декабря в городе Эрмосильо (Солона, Мексика) чемпион мира по версиям WBA Super и WBO в наилегчайшем весе (до 50,8 кг или 112 фунтов) мексиканец Хуан Франсиско Эстрада (31-2, 22 КО) провёл нетитульный поединок в домашних эрмосильских стенах, одержав «дежурную» победу над непобежденным филиппинцем Джобертом Альваресом (14-0-1). Эстрада явно не ставивший перед собой цель выиграть досрочно, отбоксировал все регламентированные десять раундов и первенствовал на записках судей со счётом 98—92, 99—91 и 99—91.

### 2015 год
28 марта чемпион мира по версиям WBA Super и WBO в наилегчайшем весе (до 50,8 кг) мексиканец Хуан Франсиско Эстрада (32-2, 20 КО) без особого труда и энергозатрат отстоял принадлежащие ему титулы в поединке с филиппинским претендентом Роммелем Асенхо (26-4, 20 КО). С ходу взявшись за дело, Эстрада принялся бомбардировать туловище и голову соперника комбинациями мощных ударов, против которого у Асенхо не было никакого противоядия. В итоге уже к концу второго раунда претендент с трудом сохранял вертикальное положение, а его глаз быстро скрывался за гематомой. В следующей же трёхминутке всё было кончено: угол Роммеля справедливо решил, что с него хватит. 26 сентября 25-летний Хуан Франсиско «El Gallo» Эстрада (33-2, 22 КО) отстоял титул «суперчемпиона» мира по версии WBA и чемпиона мира WBO в наилегчайшем весе (до 50,8 кг), перебоксировав и забив досрочно в рамках мексиканского дерби бывшего чемпиона Эрнана Маркеса (39-6-1, 28 КО). После двух спокойных раундов бойцы всё-таки начали эпизодично вспоминать, что они — мексиканцы атакующего стиля, радуя зрителей разменами. Хуан был внимательнее и аккуратнее с ударами. Начиная с 6-го раунда, для Маркеса начался сущий ад: уже в этой трёхминутке Эрнан падал дважды — оба раза от ударов чемпиона в туловище. Позднее «Петух» ещё пять раз опрокидывал претендента (два раза — в 7-м, один — в 9-м), в итоге добившись победы нокаутом в 10-м раунде.

### 2016 год
Хуан отказался от своих титулов и перешёл в следующую весовую категорию. 8 октября бывший чемпион мира по версиям WBA/WBO в наилегчайшем весе (до 50,8 кг) мексиканец Хуан Франсиско Эстрада (34-2, 24 КО) успешно вернулся на ринг и заодно дебютировал в весовой категории до 52,2 кг, деклассировав филиппинского джорнимена Раймонда Табугона (18-6-1, 8 КО).

### 2017 год
11 марта экс-чемпион мира в наилегчайшем весе мексиканец Хуан Франсиско Эстрада (37-2, 23 КО) провёл бой во втором наилегчайшем весе (до 52,2 кг), нокаутировав в пятом раунде колумбийца Ануара Саласа (20-4, 12 КО). В пятом раунде Эстрада дважды отправлял соперника в нокдаун ударами по корпусу, и после второго Салас не смог продолжить поединок. 9 сентября мексиканцы Хуан Франсиско Эстрада (36-2, 25 КО) и Карлос Куадрас (36-2-1, 27 КО) разыграли статус обязательного претендента на титул чемпиона мира по версии WBC во втором наилегчайшем весе (до 52,2 кг). Старт поединка лучше удался Куадрасу: используя преимущество в скорости и занятости он перерабатывал фаворита. У Эстрады же возникли проблемы с дистанцией и рваным темпом, предложенным оппонентом. Начиная с 5-го раунда Эстрада понемногу начал выравнивать ход боя. Визуально у него было преимущество в ударной мощи. После экватора вовсю заработал тайминг Эстрады. В одном из эпизодов 10-го раунда он опрокинул Куадраса правым хуком в флэш-нокдаун. Близкий поединок завершился единогласным судейским решением, которое сперва ошибочно посчитали в пользу Куадраса, а затем исправили оплошность. 114—113, 114—113 и 114—113 и Хуан Франсиско Эстрада становится обязательным претендентом на титул чемпиона мира.

### 2018 год
24 февраля 31-летний таец Срисакет Сор Рунгвисаи (45-4-1, 40 КО) продолжил собирать звёздные скальпы. После двух побед над никарагуанцем Романом Гонсалесом в прошлом году, 2018-й он начал с успеха в поединке против мексиканца Хуана Франсиско Эстрады (36-3, 23 КО), отстояв титул чемпиона мира по версии WBC во втором наилегчайшем весе (до 52,2 кг). Эстрада лучше начал встречу, результативно работая на контратаках. Однако, по ходу поединка Срисакет только набирал обороты, и мексиканцу стало откровенно тяжело сдерживать неиссякаемый запал чемпиона. В большинстве эпизодов Рунгвисаи попросту не обращал внимания на встречные попадания Хуана, как ни в чём не бывало продолжая наступление и в итоге всё-таки донося один или несколько акцентированных ударов. Точные действия тайца несли в себе больший урон, однако, Эстрада по обыкновению прибавил во второй половине поединка, и, начиная с 8-го раунда, вновь завладел инициативой. Вплоть до финального раунда боксёры шли практически вровень, и только заключительную трёхминутку мексиканец, уже не жалея сил, взял без вопросов. В итоге один из судей увидел ничью 114—114, а его коллеги определили в победители Рунгвисаи: 115—113 и 117—111. 9 августа бывший чемпион мира Хуан Франсиско «El Gallo» Эстрада (37-3, 25 КО) выстрадал победу решением судей в поединке с земляком-мексиканцем Фелипе «El Gallito» Орукутой (36-5, 30 КО), который состоялся во втором наилегчайшем весе (до 52,2 кг). Не боксировавший более полугода после поражения здоровенному драчуну Срисакету Сор Рунгвисаю, Эстрада сам себе усложнил задачу, отдав предпочтение более агрессивному и опасному стилю бокса вместо того, чтобы переработать Орукуту на классе. Из-за этого в поединке весь путь наблюдались яркие «качели»: пропускали оба, причём весьма опасные удары. Попадания Хуана, однако, были значительно чётче. Фелипе иногда попадал, даже когда махал кулаками с закрытыми глазами. 7-8 раунды — классика мексиканских заруб. В дальнейшем бойцы чуть подустали и рубились уже не так яростно, разбавляя махач паузами в духе «давай сделаем вид, что мы боксёры». В заключительной трёхминутке Эстрада несколько раз потряс оппонента, но дожать не сумел. Тем не менее, финальный спурт подчеркнул его преимущество. Судьи посчитали, что Эстрада сделал больше для победы: слишком уж впечатляющие 118—110 и дважды 117—111 в его пользу. UD 12. 8 декабря бывший чемпион мира мексиканец Хуан Франсиско Эстрада (38-3, 26 КО)в рамках веса до 55,3 кг он досрочно победил соотечественника Виктора Мендеса (28-4-2, 20 КО). Андердог неплохо начал поединок, пользовался преимуществом в антропометрии, работал с дальней дистанции двоечками. Начиная с 3-го раунда Эстрада поймал ритм и дистанцию, мастерски проваливал соотечественника в атаке и жёстко контратаковал. Во второй половине боя фаворит и вовсе навязал бой на средней дистанции, особенно мощно тревожил Мендеса ударами по корпусу. Тот с трудом выдержал бомбардировку в 6-м раунде, ещё сложнее далась ему 7-я трёхминутка, а на 8-ю андердог не вышел — так предусмотрительно решили в его углу.

### 2019 год
26 апреля 32-летний Срисакет Сор Рунгвисаи (47-5-1, 41 КО) проиграл впервые за пять лет. В матче-реванше с мексиканцем Хуаном Франсиско Эстрадой (39-3, 26 КО) таец не смог защитить титул чемпиона мира по версии WBC во втором наилегчайшем весе (до 52,2 кг), уступив более техничному и собранному боксёру. Как и обещал, на этот раз Эстрада стартовал рано: он агрессивно пошёл на противника, который, как выяснилось, сегодня почему-то чувствовал себя не лучшим образом. В отличие от первой встречи, Срисакет «стеснялся» выбрасывать удары (травма правой руки?), боксировал деревянно на ногах и в целом был явно менее занят, чем оппонент. После первых двух раундов, оставшихся полностью за Хуаном, таец воспрянул в 3-м и вынудил претендента продемонстрировать способность держать удар как в голову, так и туловище. Эстрада справился. Классный махач-раунд. После этого всё вернулось в привычное русло: Хуан в 4—6 раундах просто перерабатывал Рунгвисаи за счёт активности и более умного «точечного» бокса. Таец выглядел потерянным. А с 7-го началась и вовсе показательная порка — до 9-го раунда включительно. Аккуратность, тайминг, мобильность: у чемпиона просто не нашлось ответов такому мексиканцу. Удивительно, однако в 10—11 трёхминутках Срисакету удалось перехватить инициативу: он поднажал и выглядел чуточку лучше за счёт увеличившегося числа попаданий. Эстрада сделал то же самое в заключительном раунде, который был похож на рубку в первом поединке. Итог: 116—112 и дважды 115—113 в пользу Эстрады. UD 12. На удивление близкие цифры. 24 августа чемпион мира по версии WBC во втором наилегчайшем весе (до 52,2 кг) мексиканец Хуан Франсиско Эстрада (40-3, 27 КО) победил безвестного претендента из США Диуэйна Бимона (16-2-1, 11 КО). Оппонент согласился на махач на ближней дистанции и дважды поплатился за это во 2-м раунде. Сперва побывал во флеш-нокдауне, а затем оказался на канвасе во второй раз после серии из левых хуков. Казалось, что в 3-й трёхминутке чемпион добьёт американца, но тот выжил и даже вернулся в бой спустя несколько раундов. В 7-й трёхминутке Эстрада потряс оппонента и нанёс рассечение возле глаза. Чемпион усилил давление, завладел тотальным преимуществом и вынудил рефери остановить бой в 9-м раунде. Эстрада ТКО 9.

### 2020 год
23 октября 2020 года победил техническим нокаутом в 11 раунде бывшего чемпиона мира соотечественника Карлоса Куадраса (39-3-1), и второй раз защитил титул чемпиона мира по версии WBC во 2-м наилегчайшем весе.

### 2021 год
13 марта 2021 года в Далласе (США) состоялся объединительный поединок двух чемпионов мира второго наилегчайшего веса (до 52,2 кг). Хуан Франсиско Эстрада победил никарагуанского чемпиона WBA Романа Гонсалеса (50-3, 41 KO) взяв реванш за далекое поражение единогласным решением судей в 2012 году за пояс в наилегчайшем весе. На момент их боя оба были малоизвестными широкой публике боксерам, а для Эстрады это вовсе был первый бой за титул чемпиона мира. Эстрада начал бой активнее и острее, поддавливая на ногах никарагуанца. Во втором и третьем раунде Гонсалес включился и началось зрелище из многоударных комбинаций в одно и другую сторону. Первая половина была конкурентной и судьям нужно было постараться. чтобы выбрать фаворита. Ближе к 9-му раунду активность бойцов упала и бой начался вязкий. В чемпионских раундах бойцы активизировались, обменявшись хорошими раундами. Решение судей было раздельным и спорным: 115—113 Гонсалес, 117—111 дважды Эстраде. Судья Карлос Сукре, который выставил 117—111 в пользу Эстрады был отстранён от судейства. Система Compubox выдала огромные цифр: 2529 выброшенных ударов на двоих, Гонсалес был точнее в джебах и силовых, но судьи посчитали его проигравшим. 

### 2022 год
В самом начале года заболел ковидом и вынужден был отменить подготовку к назначенному на 5 марта 2022 года 3-му бою с Романом Гонсалесом. На ринг смог выйти только в сентябре. Перед этим в июле отказался от титула WBA из-за нежелания драться с регулярным чемпионом WBA американцем Джошуа Франко (18-1-2, 8 КО). В сентябре вышел на промежуточный - восстановительный бой с Архи Кортесом (23-3-2, 10 KO). Эстрада взялся за дело сразу: посадил претендента на свой джеб, работал по этажам, но и претендент остро огрызался. Раунд без разведки. К 4-му раунду Эстрада уверенно контролировал ход боя, но Кортес смог перехватить инициативу, потрясти чемпиона и начал забирать последующие раунды. Андердог неожиданно показывал жесткий и конкурентный бой сумев выровнять бой к концу первой половине боя. В 7-м раунде Эстрада смог навязать плотный бой с обменом ударами и в середине раунда смог отправить Кортеса в нокдаун ударом в туловище. Кортес смог выдержать и выжить до конца раунда. Последующие два раунда были остались за Эстрадой, а вот следующие трехминутки вполне можно отдать Кортесу. В 12-м бойцы устроили размен напомнив публике, что в ринге два мексиканца. Счёт судей: 115—112, 115—112 и 114—113 в пользу фаворита.

### 2025

#### Бой с Каримом Арсе
14 июня 2025 года дебютировал в четвертой (легчайшей) весовой категории в Мексике в главном бою вечера против соотечественника Карима Арсе (21-2-2, 8 КО). Арсе хорошо начал, были точные попадания, но во втором раунде был отправлен в нокдаун ударом по корпусу. Следующие трехминутки прошли под контролем фаворита Эстрады. В 5-м он был снова близок, чтобы ещё раз отправить на пол Арсе. Последние раунды Эстрада отдал инициативу многоударному сопернику. Однако в заключительном раунде усыпив бдительность Арсе фаворит два раза посылает его в нокдаун ставя тем самым точку в бою. Победа по очкам: 98—89, 99—88, 100—87.

## Статистика профессиональных боёв
В таблице перечислены результаты всех поединков боксёров.
В каждой строке указан результат поединка. Дополнительно номер поединка обозначен цветом, который обозначает итог поединка. Расшифровка обозначений и цветов представлена в нижеследующей таблице.
| Пример | Расшифровка                     |
| ------ | ------------------------------- |
|        | Победа                          |
|        | Ничья                           |
|        | Поражение                       |
|        | Планируемый поединок            |
|        | Поединок признан несостоявшимся |
| КО     | Нокаут                          |
| ТКО    | Технический нокаут              |
| PTS    | Решение судей (по очкам)        |
| UD     | Единогласное решение судей      |
| MD     | Решение большинства судей       |
| SD     | Раздельное решение судей        |
| RTD    | Отказ от продолжения боя        |
| DQ     | Дисквалификация                 |
| NC     | Поединок признан несостоявшимся |

| 49 поединков, 45 побед (28 нокаутом), 4 поражения. | 49 поединков, 45 побед (28 нокаутом), 4 поражения. | 49 поединков, 45 побед (28 нокаутом), 4 поражения. | 49 поединков, 45 побед (28 нокаутом), 4 поражения. | 49 поединков, 45 побед (28 нокаутом), 4 поражения. | 49 поединков, 45 побед (28 нокаутом), 4 поражения. | 49 поединков, 45 побед (28 нокаутом), 4 поражения. | 49 поединков, 45 побед (28 нокаутом), 4 поражения. |
| Бой                                                | Рекорд                                             | Дата                                               | Соперник                                           | Место боя                                          | Результат                                          | Данные о бое |                                                    |
| -------------------------------------------------- | -------------------------------------------------- | -------------------------------------------------- | -------------------------------------------------- | -------------------------------------------------- | -------------------------------------------------- | --- | -------------------------------------------------- |
| 48                                                 | 44-4                                               | 29 июня 2024                                       | Джесси Родригес (19-0)                             | Футпринт-центр, Финикс, США                        | KO 7 (12), 3:00                                    | Бой за титул чемпиона мира по версиям WBC (1-я защита Эстрады) и The Ring (6-я защита Эстрады) во 2-м наилегчайшем весе.                               |                                                    |
| 47                                                 | 44-3                                               | 3 декабря 2022                                     | Роман Гонсалес (2) (51-3)                          | Дезерт Даймонд-арена, Глендейл, США                | MD 12                                              | Бой за титул чемпиона мира по версиям WBC (вакантный) и The Ring (5-я защита Эстрады) во 2-м наилегчайшем весе. Счёт судей: 116-112, 115-113, 114-114. |                                                    |
| 46                                                 | 43-3                                               | 3 сентября 2022                                    | Арги Кортес (39-3-1)                               | Centro de Usos Multiples, Эрмосильо, Мексика       | UD 12                                              | Бой за титул чемпиона мира по версии The Ring (4-я защита Эстрады) во 2-м наилегчайшем весе. Счёт судей: 115-112, C114-113, 115-112.                   |                                                    |
| 45                                                 | 42-3                                               | 13 марта 2021                                      | Роман Гонсалес (50-2)                              | Американ Эйрлайнс-центр, Даллас, США               | SD 12                                              | Бой за титул чемпиона мира по версиям WBC и The Ring (3-я защита Эстрады) во 2-м наилегчайшем весе. Счёт судей: 113-115, 117-111, 115-113.             |                                                    |
| 44                                                 | 41-3                                               | 23 октября 2020                                    | Карлос Куадрас (39-3-1)                            | Gimnasio TV Azteca, Мехико, Мексика                | TKO 11 (12), 2:22                                  | Бой за титул чемпиона мира по версиям WBC и The Ring (2-я защита Эстрады) во 2-м наилегчайшем весе.                                                    |                                                    |
| Бой                                                | Рекорд                                             | Дата                                               | Соперник                                           | Место боя                                          | Результат                                          | Данные о бое |                                                    |